# ترومان جي. مادسن
ترومان جي. مادسن (بالإنجليزية: Truman G. Madsen)‏ هو مؤلف ومؤرخ وفيلسوف أمريكي، ولد في 13 ديسمبر 1926 في مدينة سولت ليك في الولايات المتحدة، وتوفي في 28 مايو 2009 في بروفو في الولايات المتحدة.

## وصلات خارجية
- ترومان جي. مادسن على موقع IMDb (الإنجليزية)
- ترومان جي. مادسن على موقع ميوزك برينز (الإنجليزية)